# Friobius modestus
Friobius modestus är en mångfotingart som beskrevs av Chamberlin 1943. Friobius modestus ingår i släktet Friobius och familjen stenkrypare. Inga underarter finns listade i Catalogue of Life.